# Stylaster flabelliformis
Stylaster flabelliformis är en nässeldjursart som först beskrevs av Jean-Baptiste Lamarck 1816.  Stylaster flabelliformis ingår i släktet Stylaster och familjen Stylasteridae. Inga underarter finns listade i Catalogue of Life.